# Hästräfsa

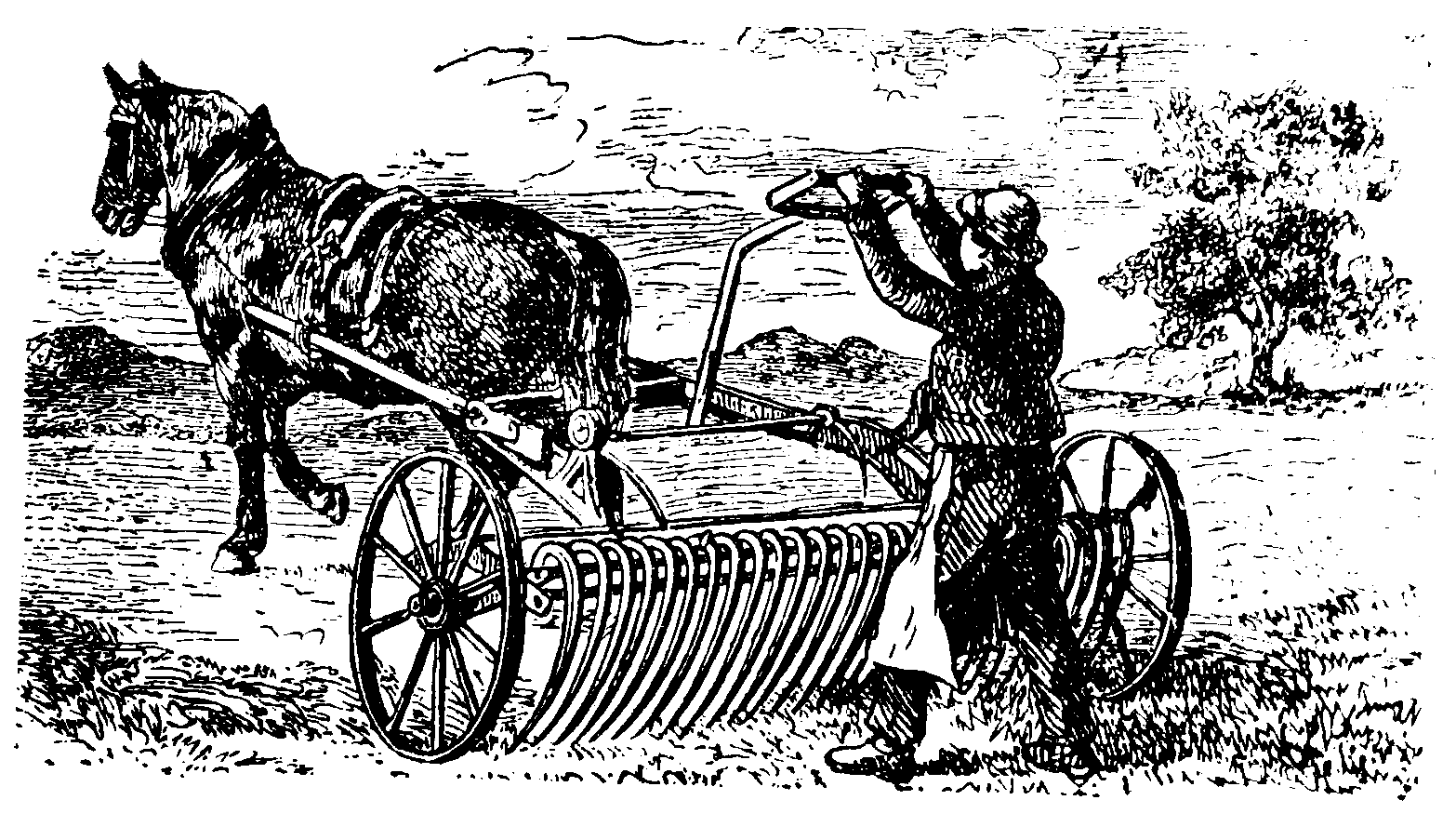
Hästräfsa, Polen omkring 1900.

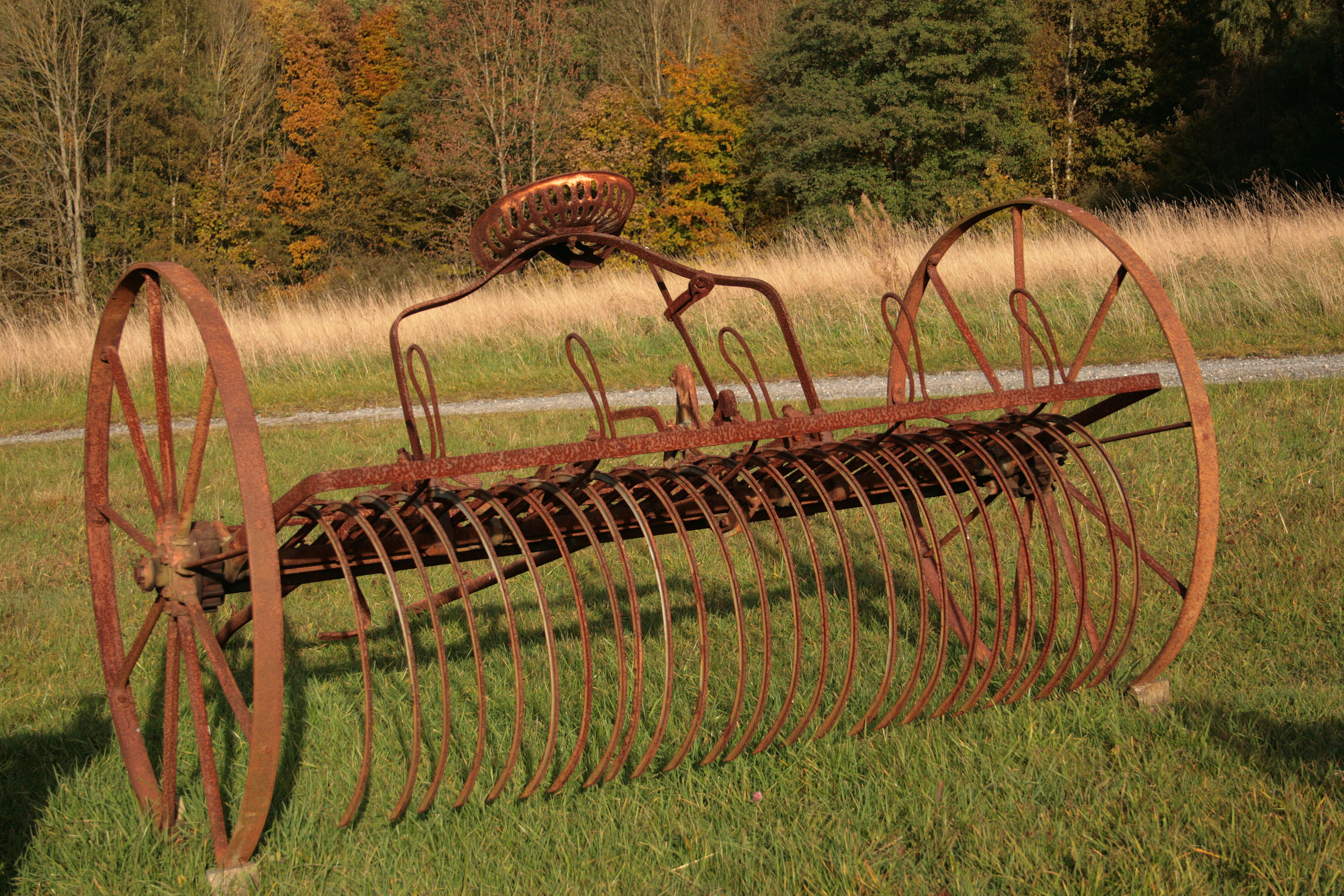
Hästräfsa, Belgien.

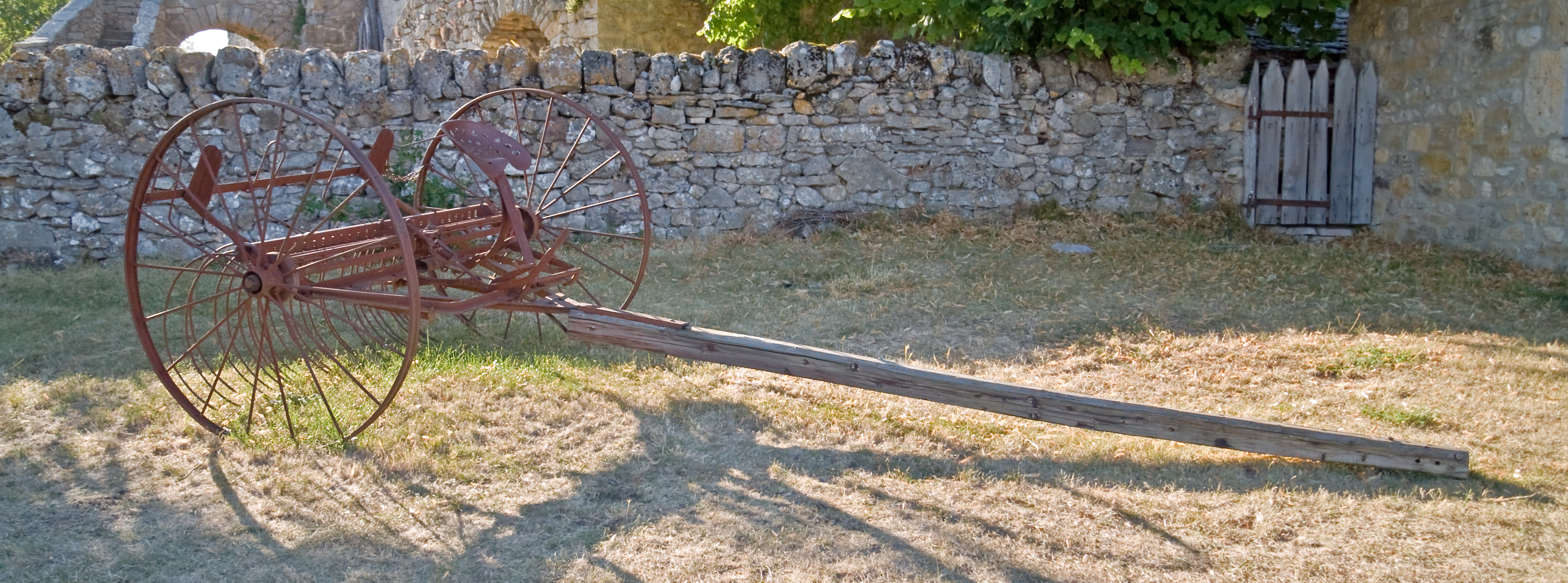
Hästräfsa från Frankrike.

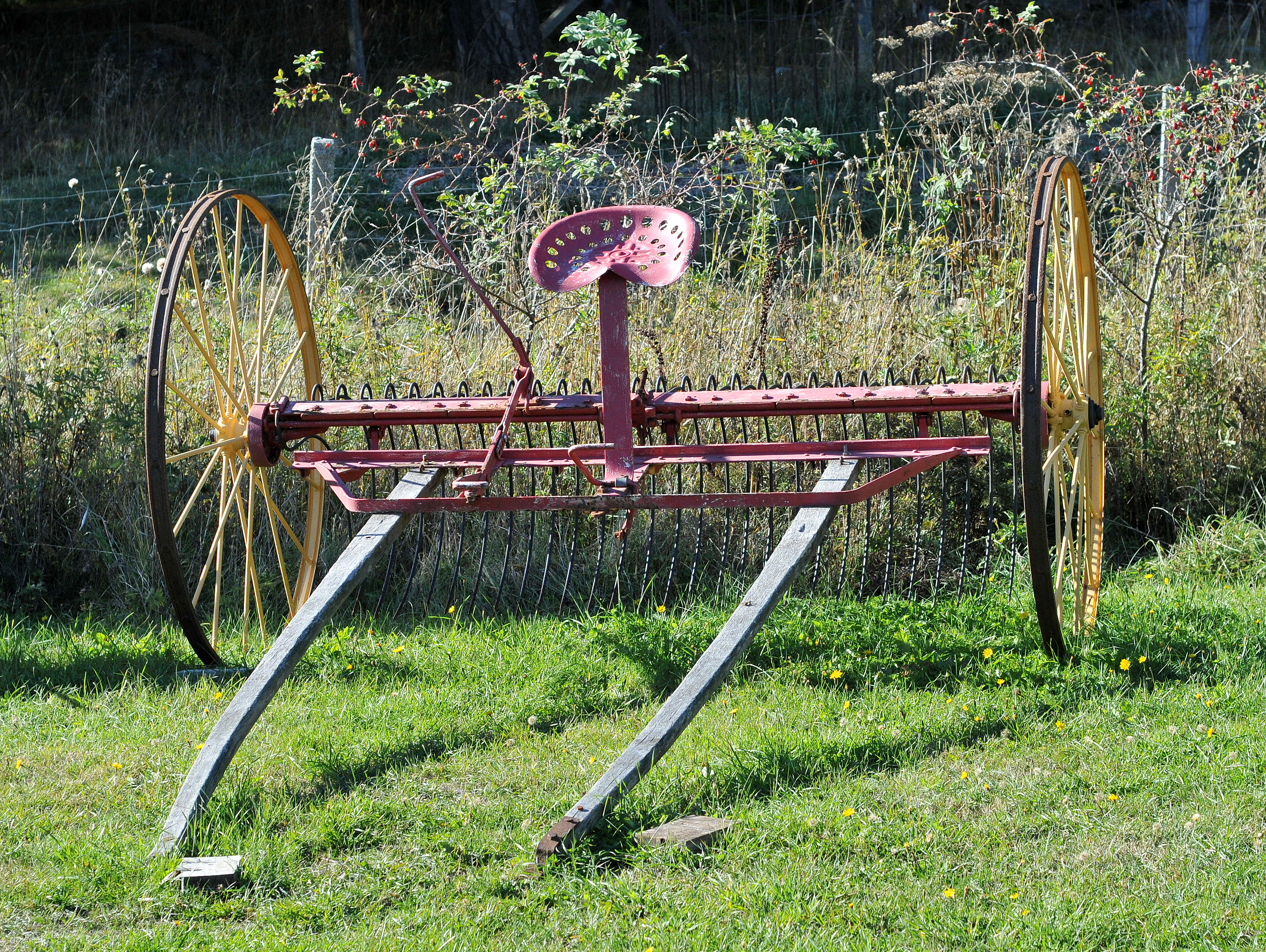
Hästräfsa vid Stendörrens naturreservat, Sverige.

Hästräfsa är ett äldre hästdraget lantbruksredskap, med ursprung i Europa. Det har använts att samla ihop kvarvarande sädesstrån efter skörd samt räfsa samman slaget hö på vallar och ängar. De har förekommit både som Släpräfsa och som Hjulräfsa. 

## Historia
Den äldsta hästräfsan var en släpräfsa, med ett tre meter långt stålrör med fyra-fem raka pinnar och en kraftig handspak. Denna kan även användas för att skörda ärtor.
Den modernare hjulräfsan består av en ställning med två stora hjul, på vilken är fäst höjbara, i halvcirkel böjda ståltenar. Körsvennen sitter på ett säte och kan med en enkel mekanism höja och sänka alla ståltenarna på en gång för att anpassa räfsningen till ojämnheter i marken och för att släppa de räfsade stråna i högar eller strängar.
Grönkvists Mekaniska Verkstad i Katrineholm var först i Sverige att tillverka hjulräfsor.

## Hjulräfsor
Hjulräfsorna består av två körhjul, förenade genom en axel, samt en räfskam och avläggningsanordning. De flesta hjulräfsorna hade en arbetsbredd om cirka 2-3 meter. Pinnantalet brukar vara cirka 30 st.; och avståndet mellan pinnarna vanligen 8-9 cm. Tre olika huvudtyper av hjulräfsor kan särskiljas.
Handavläggarna, vid vilka körkarlen genom ett grepp i en med länkanordning försedd hävstång verkställer avläggningen.
Balansavläggarna, vid vilka avläggningen till stor del underlättas genom att körkarlens tyngd medverkar vid räfspinnarnas upplyftande.
Självavläggarna, vid vilka drivkraften genom en av kusken verkställd inkoppling bringas att utföra avläggningen. Dvs. räfskammen lyfts efter att man med spak, eller pedal, aktiverat ett mekaniskt servo, som är monterat ute vid hjulen. När räfskammen passerat över avstrykarna släpps den automatiskt ner igen. Vid transport låses kammen i uppfällt läge med en hasp.  
Då självavläggarna relativt enkelt gick att modifiera för traktordrift är det främst den typen som bevarats in i modern tid. Då byts de två hästskaklarna ut mot ett centralt placerat traktordrag. I vissa fall monteras även kusksitsen bort, varvid servot manövreras med hjälp av till exempel ett snöre från traktorn; i dessa fall monteras vanligen en liten vikt (cirka 1 kg) på stötdämparpedalen.  
Många av de självavläggande hjulräfsorna är tillverkade vid AB International Harvester i Norrköping (känns igen tack vare IH-logotyp som är präglad på vissa detaljer). Dessa räfsor var vid leverans målade i en mörkröd kulör, med gula hjul; vissa detaljer såsom räfspinnar, spakar, pedaler och länkarmar, var målade mörkt blå. Skaklar ingick normalt inte vid leverans.  
Hjulräfsor har en erkänt god förmåga att samla upp grässtrån och små kvistar från marken, även om marken är ojämn. Detta tack vare att räfspinnarna sitter lite lösa i räfskammen, och följer således marken. Detta betyder att de än i dag kan komma till användning för att samla upp spillhö vid vård av slåtterängar, samt vid slutstädning efter kantröjning utmed  ängs, eller åkermark.  

## Släpräfsor
Släpräfsor byggdes historiskt av en vridbar träbom, försedd med lämpligt antal pinnar, samt handtag. Dessa användes för att sammanföra hö. Till stor del ersattes de av hjulräfsor, särskilt i fråga om välräfsning. Dock fortsatte man använda släpräfsor i samband med Hässjning av hö, då den klarar att hantera större volymer än en hjulräfsa. Släpräfsan användes då för att göra den första grova hopsamlingen av gräset; därefter vidtog arbete med hjulräfsa (och/eller handräfsa). Med tiden blev det möjligt att köpa fabrikstillverkade släpräfsor för traktordrift (då helt tillverkade i metall).